# Dům Loitzů
Dům Loitzů (polsky: kamienica Loitzów, německy: Loitzenhaus) je jedna z nejznámějších a nejcennějších památek Štětína a jeden z příkladů staré měšťanské architektury ve městě. Je chráněn jako kulturní památka (č. A-796 z 11. července 1954). Nachází se na Starém Městě na adrese Kurkowa č. 1.

## Dějiny
Dům byl postaven v letech 1539–1547 pro rodinu Loitz (včetně Hanse II a Anny Loitzových). Po vyhlášení rodinného bankrotu a útěku Loitzů do Polska v roce 1572 dům převzali Pomořanští knížata. Po pádu Pomořanského vévodství se dům v polovině 17. století stal sídlem švédského poradce Rosenhandta.
V 18. století dům převzali bratři Dubendorfové. V budově založili cukrárnu s názvem „Švýcarský dvůr“.
Během druhé světové války v roce 1944 byl interiér domu úplně spálen. V roce 1955 se tento dům dočkal důkladné stavební rekonstrukce, během níž byl uveden do původního stavu. Dnes je v něm umístěna umělecká střední škola.

## Výzdoby
- kružby odkazující na výzdobu nedalekého hradu Pomořanských vévodů
- šikmá okna ve schodišti
- reliéf „Přeměna svatého Pavla“ (kopie, originál je v muzeu).

## Galerie

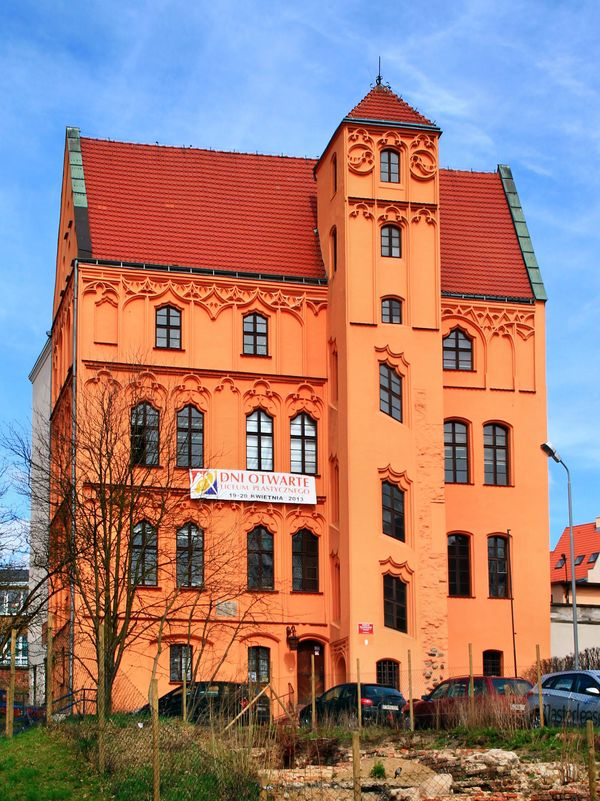
Umělecká střední škola v roce 2013.
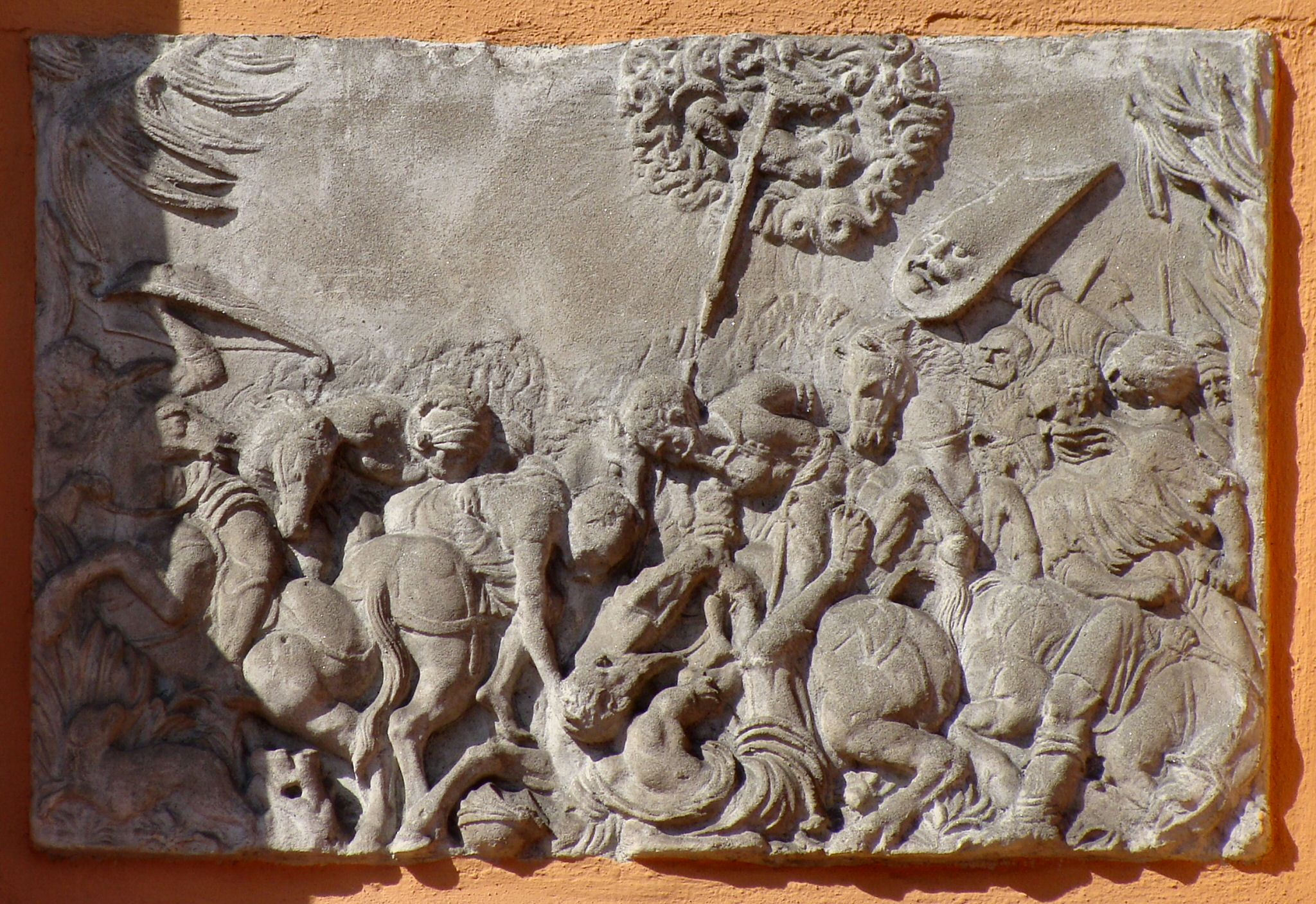
Reliéf „Přeměna svatého Pavla“